# Elies Serra i Ràfols
Elies Serra i Ràfols (Maó, 1898 - Santa Cruz de Tenerife, 1972) fou un historiador català.
Fill de Josep Serra i Batlló professor natural de Sabadell i de Josefa Ràfols i Batlló natural de Vilafranca del Penedès. Va estudiar a Barcelona, on el 1925 es va doctorar en filosofia i lletres, presentant una tesi sobre Ferran el catòlic i la seva relació amb els pagesos de remença. Va formar part, junt amb altres figures com Antoni de Bofarull o Ferran Soldevila, d'un grup d'historiadors que van analitzar la figura de Ferran II relacionant-lo amb el procés de castellanització de territoris catalans. Amb els anys, altres historiadors com Jaume Vicens i Vives reprendrien aquest tema des d'una perspectiva diferent.
Posteriorment es va establir a Lleida, on va fundar l'Ateneu Lleidatà.
L'any 1926 va obtenir una càtedra d'història a la Universitat de La Laguna, a Santa Cruz de Tenerife, càrrec que va ocupar fins que es va jubilar el 1968. El 1941 va fundar la Revista de Historia Canaria i va col·laborar amb Revista de Catalunya, La Jornada i Vida Lleidatana, entre altres publicacions per les que va fer d'articulista.
Els últims anys de la seva vida, entre 1966 i 1972, va ser membre de la Secció Historicoarqueològica de l'Institut d'Estudis Catalans, encarregant-se de la projecció d'aquesta institució a les illes canàries.
Germà de Josep de Calassanç Serra i Ràfols i tiet de Josep de Calassanç Serra i Puig, Eva Serra i Puig i Blanca Serra i Puig.

## Obra
Les seves investigacions es va centrar sobretot en la història de les illes Canàries. Va publicar diversos llibres relacionats amb el tema. També va estudiar i publicar temes relacionats amb Catalunya, com les seves investigacions sobre la Catedral de Girona, realitzada mentre custodiava els arxius gironins durant la guerra civil espanyola, que van donar a conèixer que els vitralls de Maria Magdalena i Sant Ivó van ser realitzats pel pintor mallorquí Ramon Gilabert.
- Los portugueses en Canarias
- Le Canarien, crónica francesa de la conquista de las Canarias (1949-51, en tres volums)
- La Catalunya lleidatana (1929)
- El Estudio General de Lérida (1931)
- La cambra de paraments del Palau Episcopal de Girona,[4] un dels primers texts publicat en català a la revista Annals Gironins, de l'Institut d'Estudis Gironins